# Xanthoparmelia epigaea
Xanthoparmelia epigaea är en lavart som beskrevs av Hale. Xanthoparmelia epigaea ingår i släktet Xanthoparmelia och familjen Parmeliaceae.   Inga underarter finns listade i Catalogue of Life.